# Muntiac
Muntiacii (Muntiacus) sunt un gen de cerbi mici, solitari și nocturni, din pădurile din sud-estul Asiei, de culoare cafeniu-închisă pe spate și albă pe piept, abdomen și coapse, cu coarne mici și canini superiori lungi, ieșiți în afară la masculi. Femele sunt fără coarne. Hrana constă din ierburi, frunze, lăstari și scoarță moale. Localnicii îi vânează pentru carne și blană.